# Faouzi Lahbi
Faouzi Lahbi (né le 2 mars 1960) est un athlète marocain, spécialiste des courses de demi-fond.

## Biographie
Il remporte la médaille de bronze du 800 m lors des Championnats du monde en salle 1987, à Indianapolis, devancé par le Brésilien José Luiz Barbosa et le Soviétique Vladimir Graudyn. Lors de cette saison, Faouzi Lahbi remporte les Jeux méditerranéens de Lattaquié, et prend la cinquième place des Championnats du monde en plein air de Tokyo.
Son record personnel, établi le 6 août 1986 à Coblence, est de 1 min 44 s 66.

### Palmarès
| Date | Compétition                    | Lieu         | Résultat | Épreuve |
| ---- | ------------------------------ | ------------ | -------- | ------- |
| 1983 | Jeux méditerranéens            | Casablanca   | 2e       | 800 m   |
| 1987 | Championnats du monde en salle | Indianapolis | 3e       | 800 m   |
| 1987 | Jeux méditerranéens            | Lattaquié    | 1er      | 800 m   |
| 1987 | Championnats du monde          | Tokyo        | 5e       | 800 m   |

### Records
| Épreuve | Épreuve   | Performance   | Lieu     | Date        |
| ------- | --------- | ------------- | -------- | ----------- |
| 800 m   | Plein air | 1 min 44 s 66 | Coblence | 6 août 1986 |
| 800 m   | Salle     |               |          |             |